# Benialfaquí

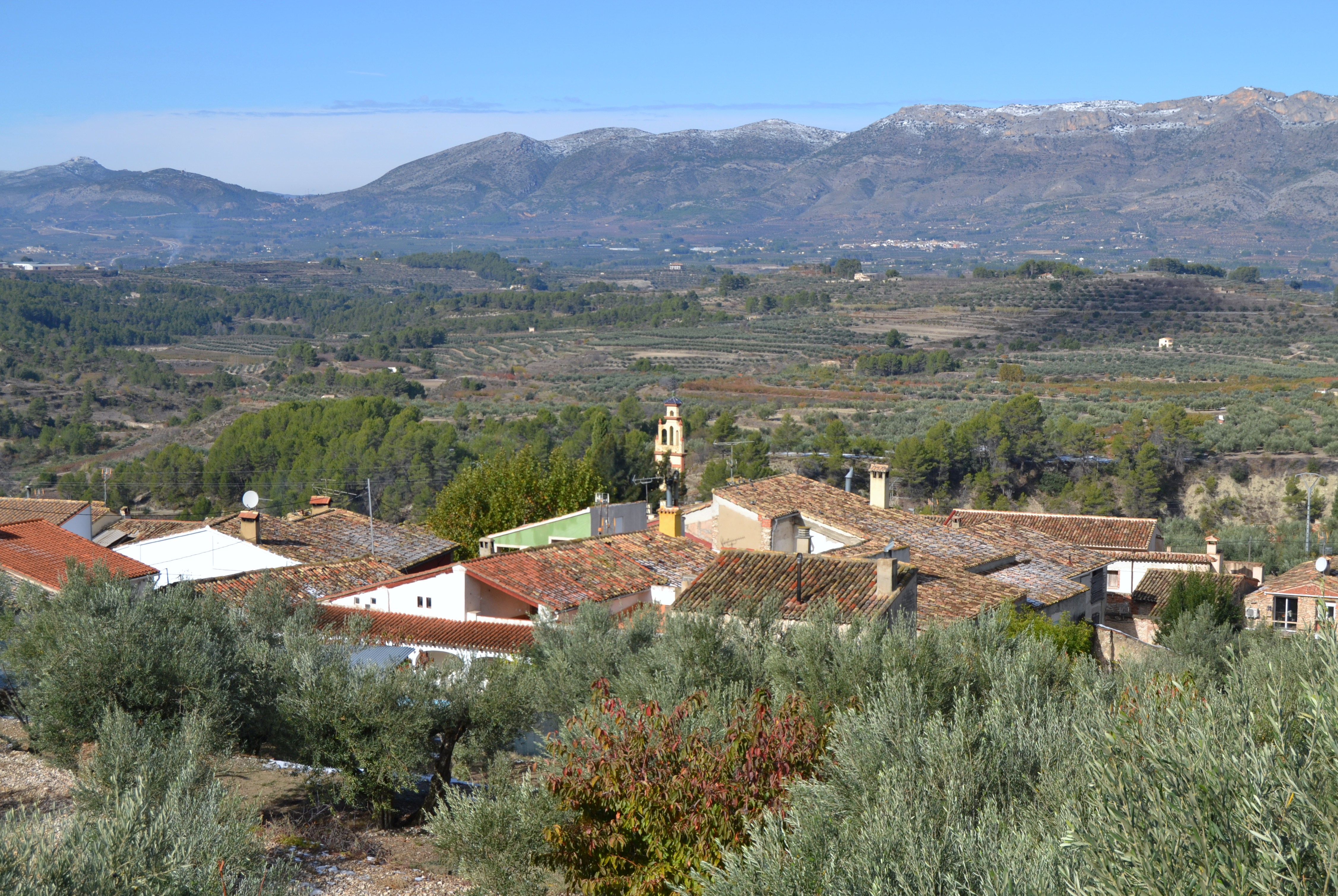
Vista de Benialfaquí

Benialfaquí és un poble situat al terme municipal de Planes, a la comarca del Comtat (País Valencià). L'any 2009 tenia 42 habitants.
El llogaret es troba al vessant nord de la serra d'Almudaina, a 409 m d'altitud, a la part meridional del terme de Planes.
Antíga alqueria islàmica, després de la conquesta cristiana va ser lloc de moriscos. En el moment de l'expulsió de 1609, hi vivien unes trenta famílies. A mitjans del segle XVI va ser agregat a la parròquia d'Almudaina.
Com a monuments destacats, hi havia l'antiga església dedicada a Sant Joan Baptista, la qual va ser enderrocada, junt amb el campanar, en la segona meitat del segle xx. El nou temple es va construir a l'entrada del poble. Com a elements destacats, cal assenyalar la campana coneguda com "La xicoteta", que data de 1656.